# Herbert Dale
Herbert Dale (Tháng 1 năm 1867 – tháng 12 năm 1925) là một cầu thủ bóng đá người Anh thi đấu ở vị trí tiền đạo. Sinh ra ở Stoke on Trent, Staffordshire, ông thi đấu cho Newton Heath và có 1 lần ra sân cho đội bóng đại diện Manchester FA.